# 독회
독회(讀會, 영어: Reading)는 입법부 전체에서 법안에 대한 토론을 가리킨다. 입법부 소속의 위원회나 그밖의 모임에서 이러한 토론은 독회라고 부르지 않다. 웨스트민스터 정치체제에서 특정한 법안에 대해서 논의하는 독회가 몇몇의 단계를 걸쳐서 의회제정법으로 승격한다. 어떤 독회는 법안에 대한 의미있는 토론보다 일종의 격식적인 의례로 간주되기도 한다.

## 1차 독회
1차 독회는 입법부에 낯익은 법안의 내용을 소개하는 단계이다.

## 같이 보기
- 권력 분립